# Aéroport d'Ada
L'aéroport d'Ada (FAA LID : 0D7) est un aéroport privé à usage public situé à 1,85 km au nord-ouest du quartier central des affaires d'Ada, un village du comté de Hardin, dans l'Ohio, aux États-Unis.